# Lalla
Lalla (doslova, „paní“) je (marocký) arabský vysoce zdvořilostní titul.
Používá se před rodným nebo osobním jménem, a obvykle náleží jen urozeným ženám šlechtického nebo královského původu. Ve výjimečných případech může být titul použit pro starší, velmi váženou ženu.
Každá žena odvozující svůj původ od proroka Mohameda, má titul Lalla. Podobně muži, kteří odvozují svůj původ od příbuzenství s Mohamedem, mají titul sidi nebo mulaj (titul Mulaj je vyšší a vysoce uctivý).